# Tyndall (cráter)
Tyndall es un cráter de impacto relativamente pequeño situado en la cara oculta de la Luna, detrás del terminador suroriental. Está localizado muy cerca del borde exterior occidental del cráter más grande Pizzetti, y los dos están separados solamente por algunos kilómetros. Al suroeste de Tyndall se halla el cráter Bjerknes, y al sur aparece Clark.
|  |

Se trata de un cráter circular, en forma de cuenco, con una ligera protuberancia hacia el exterior en la cara oriental. El perfil del borde no ha sido erosionado significativamente y permanece bien definido. La pared interior tiene algunas zonas de albedo ligeramente más alto en las caras sur y suroeste. El resto del interior carece relativamente de rasgos significativos, con solo unos cráteres pequeños marcando la superficie.

## Cráteres satélite
Por convención estos elementos son identificados en los mapas lunares poniendo la letra en el lado del punto medio del cráter que está más cercano a Tyndall.
|         | \| Tyndall \| Coordenadas \| Diámetro \| \| ------- \| ------------------------------- \| -------- \| \| S \| 35°06′S 115°42′E / -35.1, 115.7 \| 18 km \| |          |
| Tyndall | Coordenadas | Diámetro |
| S       | 35°06′S 115°42′E / -35.1, 115.7 | 18 km    |